# Lee Holdridge
Lee Elwood Holdridge (* 3. März 1944 in Port-au-Prince, Haiti) ist ein US-amerikanischer Komponist, der hauptsächlich für Fernsehfilme und Fernsehserien komponiert. Seine bekanntesten Werke sind Beastmaster – Der Befreier, Splash – Eine Jungfrau am Haken und Die Schöne und das Biest.

## Leben
Lee Holdridge wurde als Sohn des US-amerikanischen Botanikers Leslie Holdridge und einer Puerto-Ricanerin in Haiti geboren. Allerdings wuchs Holdridge in Costa Rica auf und begann bereits im Alter von Zehn Jahren sich für die Violine zu interessieren, weswegen er Musikunterricht nahm. Bereits nach fünf Jahren war er von der Idee begeistert, selber zu komponieren, sodass er seine Eltern bat, ihn nach Boston zu seiner Tante und seinen Onkel zu schicken, um dort Musik studieren zu können. Und dort studierte er anschließend auch privat bei Henry Lasker. Und nachdem er bereits im Alter von 18 Jahren sein erstes Klavierstück selbst komponierte, ging er nach New York City, wo er am College unter Nicolas Flagello studierte, der ihn auch später wegen seiner eigenen Arbeit am Filmdrama Doktor Schiwago unter der Leitung Maurice Jarre, zur Filmkomposition brachte. Allerdings sollte er vorher noch am Broadway und bei RCA Records für einige Pop-Künstler arbeiten, bevor er von Neil Diamond für seinen Song Holly, Holy engagiert wurde. Dieser brachte ihn mit nach Los Angeles und nach einigen gemeinsamen Gold- und Platin-Alben komponierten sie gemeinsam die Musik für Die Möwe Jonathan.
Holdridge sieht seine musikalische Arbeit stark durch klassische Komponisten wie Béla Bartók, Dmitri Dmitrijewitsch Schostakowitsch und Ralph Vaughan Williams sowie durch andere Filmkomponisten wie Erich Wolfgang Korngold, Franz Waxman, Jerry Goldsmith und Ennio Morricone beeinflusst. Und nachdem er bereits kürzere Opern schrieb, plant Holdridge irgendwann einmal eine epische Oper zu komponieren.
Für die Einspielung seiner Musik zu Beauty and the Beast wurden die Nürnberger Symphoniker 1992 mit dem Grammy Award ausgezeichnet.

## Filmografie (Auswahl)
- 1973: Die Möwe Jonathan (Jonathan Livingston Seagull)
- 1973: Jeremy
- 1974: Seilbahn in den Tod (Skyway to Death)
- 1976: Gemini Man (Riding with Death)
- 1976: Mustang, Bär und Jäger (Mustang Country)
- 1977: Die Meute (The Pack)
- 1978: Ich kann's am besten (Tilt)
- 1978: Von Augenblick zu Augenblick (Moment by Moment)
- 1979: Flipper Queen – Ich kann's am besten (Tilt)
- 1979: Wer geht denn noch zur Uni? (French Postcards)
- 1980: Julie erobert den Himmel (Skyward)
- 1980: Mutter und Tochter – ein liebevoller Krieg (Mother and Daughter: The Loving War)
- 1981: 300 Meilen für Stephanie (300 MILES FOR STEPHANIE)
- 1981: Am Ende des Weges (The Day the Loving Stopped)
- 1981: Kate Bennett, Reporterin (This Is Kate Bennett…)
- 1982: Beastmaster – Der Befreier (Beastmaster)
- 1983: Agatha Christie: Das Mörderfoto (A Caribbean Mystery)
- 1983: Der Tag Jupiters (Thursday's Child)
- 1983: Eine Frau schreit nach Leben (I Want to Live)
- 1983: Mr. Mom
- 1983: Radio City Music Hall (Legs)
- 1984: Das Gelübde zerbricht (Shattered Vows)
- 1984: Er ist gefeuert – Sie ist geheuert (He's Fired, She's Hired)
- 1984: Micki & Maude (Micki + Maude)
- 1984: Splash – Eine Jungfrau am Haken (Splash)
- 1985: Frei für eine neue Liebe (Letting Go)
- 1985: Reise nach Transsilvanien (Transylvania 6-5000)
- 1985: Wo warst du damals, Claire? (The Other Lover)
- 1987: Bobo (Walk Like a Man)
- 1987: Born in East L.A.
- 1987: Die Jugend des Magiers (Young Harry Houdini)
- 1987: Eine super Familie (Eight Is Enough: A Family Reunion)
- 1987: Tiger's Tale – Ein Tiger auf dem Kissen (A Tiger's Tale)
- 1988: Der 10. Mann (The Tenth Man)
- 1988: Der Todesengel (Fatal Judgement)
- 1988: Eine Freundschaft in Wien (A Friendship in Vienna)
- 1988: Eine verhängnisvolle Erfindung (14 Going on 30)
- 1988: Zwei mal Zwei (Big Business)
- 1989: Die unheimliche Verseuchung des Dark River (Incident at Dark River)
- 1989: Mut einer Mutter (A Mother's Courage: The Mary Thomas Story)
- 1989: Old Gringo
- 1989: Wer hat Angst vorm schwarzen Mann? (Do You Know the Muffin Man?)
- 1990: Danielle Steel – Preis des Glücks (Fine Things)
- 1990: Joshuas Herz (Joshua's Heart)
- 1990: Tochter der Nacht (Daughter of the Streets)
- 1991: Allein gegen den Wind (One Against the Wind)
- 1991: Aus der Tiefe des Vergessens (Finding the Way Home)
- 1991: Danielle Steel – Unter dem Regenbogen (Changes)
- 1991: Der Riese aus den Donnerbergen (The Giant of Thunder Mountain)
- 1991: Die Rückkehr der Unbestechlichen (The Return of Eliot Ness)
- 1991: Mrs. Lamberts letzte Reise (Mrs. Lambert Remembers Love)
- 1991: Wo warst Du, Daddy? (The Summer My Father Grew Up)
- 1992: Blut auf seidener Haut (Deadly Matrimony)
- 1992: Gnadenloser Irrtum (In the Arms of a Killer)
- 1992: Hölle der Leidenschaft (Obsessed)
- 1992: Mein unsichtbarer Freund (Day-O)
- 1993: Die Macht der Liebe (Torch Song)
- 1993: Heidi
- 1993: Jack Reed – Unter Mordverdacht (Jack Reed: Badge of Honor)
- 1993: Mord im OP (Harmful Intent)
- 1994: Cyborg Agent (Running Delilah)
- 1994: Danielle Steel – Vertrauter Fremder (A Perfect Stranger)
- 1994: Freefall – Spiel mit dem Feuer (Freefall)
- 1994: Jack Reed: Gnadenlose Jagd (Jack Reed: A Search for Justice)
- 1995: Ärztinnen – Auf Leben und Tod (Nothing Lasts Forever)
- 1995: Buffalo Girls
- 1995: Der Prinz und der Prügelknabe (The Whipping Boy)
- 1995: Die Ehre zu fliegen (The Tuskegee Airmen)
- 1995: Die kleinen Reiter (The little Riders)
- 1995: Jack Reed: Vertrauter Killer (Jack Reed: One of Our Own)
- 1996: Blond ist die Rache (An Unfinished Affair)
- 1996: Danielle Steel – Es zählt nur die Liebe (Full Circle)
- 1996: Die Glut der Gewalt (Harvest of Fire)
- 1996: Die Legende von Pinocchio (The Adventures of Pinocchio)
- 1997: In eisige Höhen – Sterben am Mount Everest (Into Thin Air: Death On Everest)
- 1997: Ins Gelobte Land (The Long Way Home)
- 1997: Keine Chance (A Call to Remember)
- 1998: Die verrückte Kanone (Family Plan)
- 1998: Ich hab um dich geweint (Her Own Rules)
- 1998: Timmy und das Geheimnis von Nimh (The Secret of NIMH 2: Timmy to the Rescue)
- 1999: Hoffnungslos verliebt (Love Letters)
- 1999: Meuterei in Port Chicago (Mutiny)
- 1999: Zugfahrt ins Jenseits (Atomic Train)
- 2000: Kindertransport – In eine fremde Welt (Into the Arms of Strangers: Stories of the Kindertransport)
- 2001: Die Nebel von Avalon (The Mists of Avalon)
- 2002: The Pilot's Wife
- 2003: Sounder
- 2004: 10.5 – Die Erde bebt (10.5)
- 2005: Arnold – Sein Weg nach oben (See Arnold Run)
- 2009: Brothers at War
- 2010: Winston Churchill: Walking with Destiny
- 2011: Was auch geschehen mag (The Shunning)
- 2013: Wenn die Liebe siegt – Aufbruch nach Westen (When Calls the Heart)

### Fernsehserien
- 1972–1973: Ein Sheriff in New York (McCloud) (3 Episoden)
- 1974: Sierra (11 Episoden)
- 1976: Gemini Man
- 1976–1977: Die Zwei mit dem Dreh (Switch)
- 1985–1989: Das Model und der Schnüffler (Moonlighting)
- 1987–1990: Die Schöne und das Biest (Beauty and the Beast)